# لو مان 24 ساعة

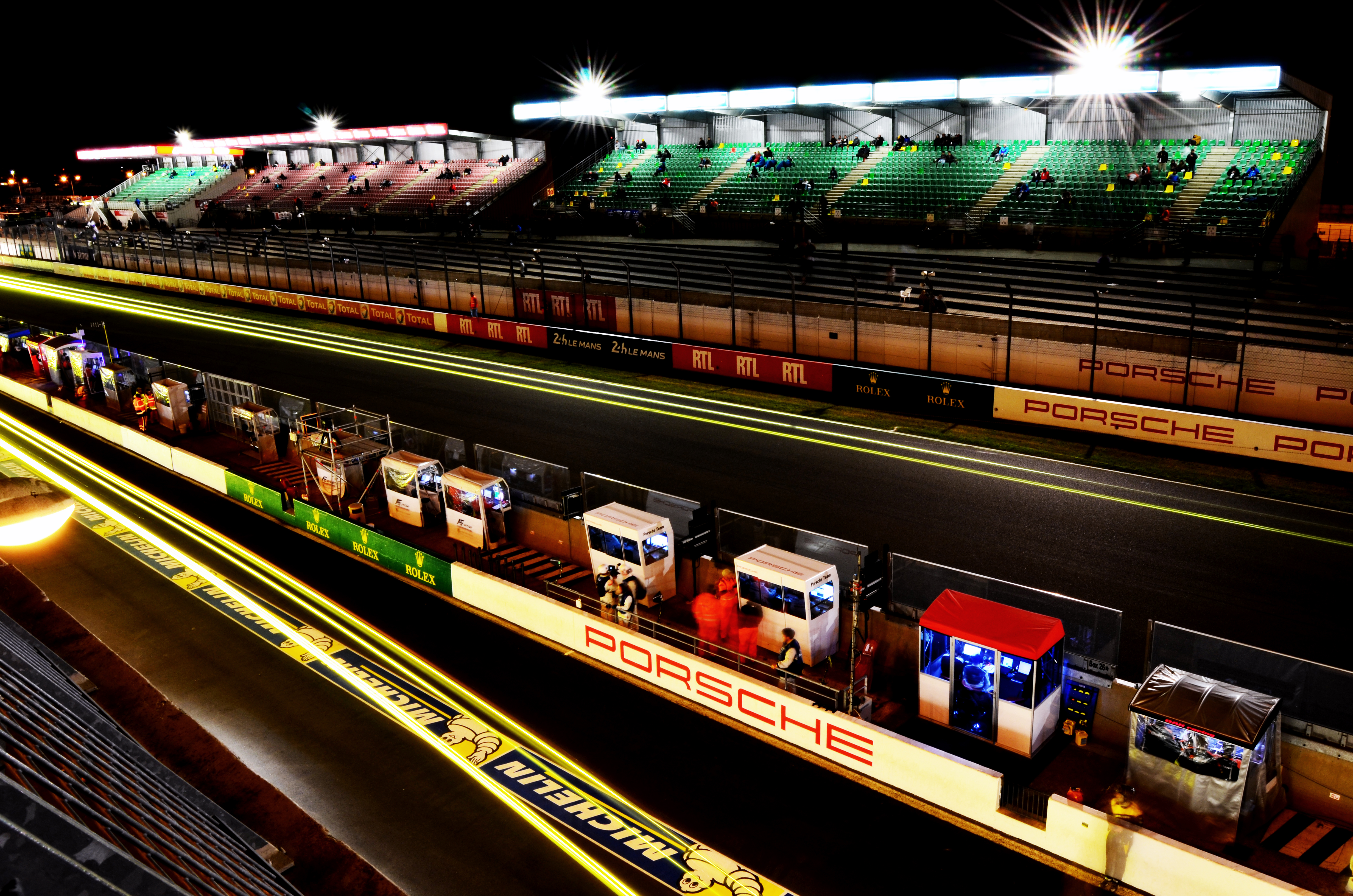

سباق لو مان 24 ساعة (بالفرنسيه:24 Heures du Mans) هو أقدم سباق سيارات الرياضية نشاطا في العالم من نوع (سباق قدرة التحمل)، ويعقد سنويا منذ عام 1923 بالقرب من مدينة لو مان، فرنسا.
السباق تم تنظيمه من قبل النادي السيارات الرياضية في الغرب ويتم على حلبة دي لا سارث، حيث تحتوي هذه الحلبة على خليط من شوارع المدينة العامه التي تم غلقها للسباق وحلبه مخصصه للسباق، وعلى الفرق المتسابقه المحافظة على الموازنة بين السرعه و قدرة السيارة لـ أربعه وعشرون ساعه بدون تكبد أضرار ميكانيكيه في السيارة.
هذا السباق على مر السنوات أوحى إلى سباقات أخرى حول العالم مثل سباق (Daytona - دايتونا 24 ساعه على حلبة دايتونا, سباق (Nürburgring - نوربورغرنغ 24 ساعه)على حلبة نوربورغرنغ.

## غرض السباق
في الوقت الذي كان سباق الجائزة الكبرى الشكل السائد للرياضة السيارات في جميع أنحاء أوروبا، قد صُمم سباق لو مان 24 ساعه لتقديم اختبار مختلف، على مصنعون السيارات بدلاً من التركيز على تصنيع السيارات الأسرع تصنيع السيارات الأكثر تحمل ليتم الاعتماد عليها في السباق، حيث شجع هذا على الابتكار لتصنيع سيارات سباق أكثر كفائه في إستهلاك الوقود وتقليل الوقت اثناء التوقف في مواقف الحلبة لأن سباقات قدرة التحمل تحتاج إلى اقل وقت ممكن اثناء التوقف في مواقف الحلبة لتغيير الاطارات والتزود بالوقود.
تطلب ذلك من المصنعون التحسين من الديناميكا الهوائيه للسيارات وزياده إستقرار السيارة والثبات أثناء السرعات العاليه في الحلبة بسبب وجود الانعطافات. حيث أن ذلك يتطلب ديناميكا هوائيه عاليه

## السباق
السباق يعقد في شهر يونيو, مما يؤدي في بعض الاحيان إلى ظروف مناخيه حارة جداً للسائقين، خصوصا أن سيارات السباق مغلقه بتهويه سيئه بعض الشيء في.حتى أن هذا السباق لا يتوقف أثناء هطول الأمطار حيث أن هطول الأمطار اثناء السباق يسبب بظروف قاسيا أيضاً. السباق يبدأ في منتصف الظهيرة وينتهي في اليوم التالي في نفس وقت ساعة البدء. في المنافسة الحديثة غالباً ما تجتاز مسافه 5,000 كيلو متر أي ما يعادل 3,110 ميل.السجلات في عام 2010 تبين قطع مسافه 5,410 كيلو متر أي ما يعادل 3,360 ميل التي قطعها السائقين: تيمو بيرنهارد، مايك روكنفيلر ورومين دوماس (Timo Bernhard - Mike Rockenfeller - Romain Dumas) بسيارة أودي أر خمسة عشر (Audi R15) من فريق أودي الرياضي شمال أمريكا (Audi Sport North America).

## الحلبة
تسمى الحلبة التي يقام عليها السباق بـ حلبة دي لا سارث, تنقسم الحلبة إلى قسمين وهو المكان المخصص للسباق والقسم الثاني الشوارع العامه المغلقه مؤقتاً لإقامة السباق منذ عام 1923 و قد تم تعديل مسار السباق على نطاق واسع لأسباب تتعلق بالسلامة.يبلغ طول الحلبة 13.629 كيلو متر